# EA2
Az EA2 jelű sír egy egyiptomi sír Amarnában; Ehnaton fáraó egyik hivatalnoka, Meriré számára készült. Az amarnai sziklasírok között, a királysírtól északra helyezkedik el.

## Leírása
Sírja a királysírnak helyet adó váditól északra elhelyezkedő hat sír, az ún. Északi sírok közül az EA2. Az egyenes tengelyű sír nyugat-keleti tájolású és az amarnai sírokra jellemző alaprajzú: az első folyosó oszlopos külső csarnokba vezet, innen újabb folyosó vezet a belső csarnokba, majd innen egyenesen a szentély nyílik. A bejáratnak feliratos ajtókerete volt, a bejárati folyosó erősen károsodott két oldalán Merirét ábrázolták Aton imádata közben. Az ide felírt szövegek az istent dicsérő himnuszok voltak.
Ez az egyetlen sír az északi csoportban, ahol a külső csarnok oszlopai megmaradtak. A két oszlop papiruszcsokrot formáz. A helyiség díszítései:
- A bejárattal szembefordulva baloldalt: Ehnaton és Nofertiti a Megjelenések ablakában, Aton sugarai alatt. Az erkélyt megkötözött foglyok képe díszíti. Balra az öt legidősebb hercegnő: felül Anheszenpaaton, Nofernoferuaton Ta-serit és Nofernoferuré, lent a szüleiknek segít a díjak átadásában a két legidősebb, Meritaton és Maketaton. Odalent Meriré elfogadja tőlük az arany nyakéket. Az ablak mellett különféle alakok töltik meg az udvart: idegen fejedelmek, zászlóvivők, harci kocsik, írnokok. A két alsó regiszterben a hazatérő Merirét köszönti háza népe. Az egyik jelenetben kocsin áll háza és medencés kertje előtt, mögötte zenészek sorakoznak; a másikban már leszállt a kocsiról, odabent lakoma várja.
- A bejáraton belépve jobboldalt: a 12. évbeli ún. idegen adók szemléjének ábrázolása, részletesebben, mint Huja sírjában. Ehnaton és Nofertiti emelvényen ül, egymás kezét fogva, mögöttük a hat lányuk sorakozik két regiszterben. Nofernoferuré kezében kis gazella. Hivatalnokok közelednek az emelvény felé, mögöttük két üres hordszék. Lent két regiszterben testőrök, harci kocsik, katonák és három áldozati ökör. Az adóba kapott dolgok az emelvény két oldalán láthatóak: jobboldalt a felső hat regiszterben a Núbiából érkezett adó (állatbőrök, aranygyűrűk, zsákokban aranypor, aranyedényben pálmafák, pajzsok és íjak, egy párduc, vad ökrök, rabszolganők), balra a Szíria-Palesztina felől érkezettek (fegyverek, harci kocsik, lovak, oroszlán, rabszolganők, vázák, megkötözött rabok). Lentebb Puntból érkezett követek érdekes formákba halmozott tömjént hoznak, strucctollal díszített hajú líbiaiak pedig strucctojásokat és -tollakat. A legalsó sorban nemesfém edényeket hoznak talán hettiták, akikkel Egyiptom ebben az időben ellenséges viszonyban állt. Bár az ajándékokat itt is adóként tüntetik fel, Punt és a hettiták nem voltak Egyiptom alárendeltjei, így esetükben diplomáciai ajándékról vagy cserekereskedelemről lehetett szó.
- A belső csarnokba vezető ajtótól jobbra: Merirét kitünteti a király és a királyné a palotában. A Megjelenések ablaka foglalja el a jelenet nagy részét. A királyi pár alakja és neve már alig látható, de a 19. századi másolatok alapján Szemenhkaré és Meritaton voltak azok, Ehnaton és Nofertiti rövid életű utódai. A jelenet stílusában eltér az eddigiektől, mert Ehnaton halála után készült.
- A bejárattal szembefordulva jobboldalt: Ehnaton kupát tart kezében, Nofertiti megtölti egy szűrőn keresztül. Három lányuk van jelen, elöl Meritaton, mögötte Anheszenpaaton, alul valószínűleg Maketaton. Lent zenészek játszanak.

A helyiség északkeleti sarkában lévő akna valószínűleg későbbi eredetű.
A belső csarnok és a szentély befejezetlen és díszítetlen, magának a sírkamrának a kivájását meg se kezdték. A szentélyben épp csak elkezdték kifaragni Meriré ülőszobrát.